# Vincenzo Chiarenza
Vincenzo Chiarenza (né le 27 septembre 1954 à Termini Imerese en Sicile) est un footballeur italien, qui évoluait en tant que défenseur, avant de devenir entraîneur.

## Biographie

### Joueur
Il commence par jouer au poste d'attaquant au début de sa carrière, réputé pour sa bonne technique et son toucher de balle. Il devient ensuite milieu de terrain avant de finir défenseur latéral.
Formé par le club de la Juventus, il y fait ses débuts en pro (ne jouant que deux matchs en coupe, dont le premier lors d'un succès 2-1 sur l'Inter le 25 juin 1972) avant de rejoindre le club de la Sampdoria, où il débute en Serie A à 19 ans, le 9 décembre 1973 contre l'Hellas Vérone. Durant la saison 1973-1974, il joue en tout 15 matchs pour un but (inscrit contre la Juventus).
Durant l'été 1974, il est acheté par Brindisi, club de Serie B, avant d'ensuite rejoindre plusieurs clubs comme Avellino, Bari, Tarante, Triestina, l'Atalanta ou encore Lazio. C'est avec cette dernière équipe qu'il peut enfin rejouer en première division, ainsi qu'avec l'Udinese.
Il termine sa carrière en Serie C2 sous les couleurs de Legnano et de Novare. 
Au total, il joue en tout 44 matchs pour un but en Serie A avec la Sampdoria, l'Atalanta, l'Udinese et la Lazio, ainsi que 284 matchs pour 20 buts en Serie B. Il obtient par deux fois une promotion en Serie A, avec l'Atalanta lors de la saison 1976-1977 et avec Avellino lors de la saison 1977-1978, ainsi qu'une promotion avec Tarante de la Serie C1 à la Serie B en 1985-1986.

### Entraîneur
En 1991, il entre à la Juventus chez les jeunes (au départ chez les plus petits). Il prend ensuite en main les adolescents avec qui il remporte le championnat en 2001-2002. En 2003, il prend les rênes de la Primavera avec qui il remporte le championnat en 2005-2006, deux Coppa Italia Primavera (2003-2004 et 2006-2007), deux Supercoppa Primavera (2006 et 2007) et deux Tornei di Viareggio (2004 et 2005 ). Toujours avec la Primavera durant l'été 2007, il dispute la finale de la Champions Youth Cup en Malaisie. En juillet 2008, il quitte ses fonctions d'entraîneur de la formation de la Juventus.
Le 22 octobre 2008, il est engagé par l'Ascoli pour remplacer Nello Di Costanzo. Son expérience dans les Marches prend fin le 7 décembre 2009, après une défaite 3-0 contre Modène, et à la suite de seulement 3 points pris en 8 matchs.
Il rejoint ensuite le banc de Sanremese le 28 septembre 2010, à la place de Carlo Calabria pour être à nouveau remercié le 8 novembre 2010 après une défaite contre Feralpi Salò.
Le 17 février 2012, il est nommé pour diriger le club du Côme puis est limogé le 14 mars 2012 après une défaite à domicile contre Viareggio (et à la suite de quatre défaites consécutives) qui les fait retomber à la 12e place.

## Palmarès
| Juventus - Coupe d'Italie : - Finaliste : 1972-1973.                                                                       |  | Juventus \| - Championnat Primavera (1)[11] : - Champion : 2005-2006. - Coppa Italia Primavera (2)[11] : - Vainqueur : 2003-2004 et 2006-2007. \| \| - Supercoupe Primavera (2)[11] : - Vainqueur : 2006 et 2007. - Tournoi de Viareggio (2)[11] : - Vainqueur : 2004 et 2005. \| |
| - Championnat Primavera (1) : - Champion : 2005-2006. - Coppa Italia Primavera (2) : - Vainqueur : 2003-2004 et 2006-2007. |  | - Supercoupe Primavera (2) : - Vainqueur : 2006 et 2007. - Tournoi de Viareggio (2) : - Vainqueur : 2004 et 2005. |